# Thanatus cronebergi
Thanatus cronebergi är en spindelart som beskrevs av Simon 1895. Thanatus cronebergi ingår i släktet Thanatus och familjen snabblöparspindlar.
Artens utbredningsområde är Mongoliet. Inga underarter finns listade i Catalogue of Life.